# S-300

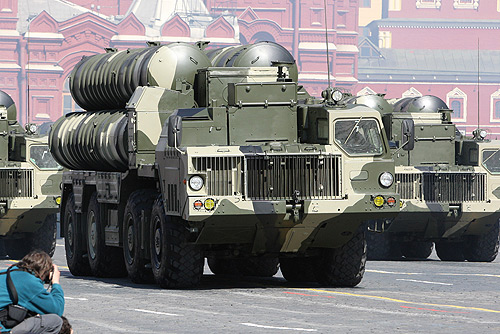
Un S-300 alla parata militare del 2009

Con la sigla S-300 (in cirillico: C-300, nome in codice NATO: SA-10 Grumble, SA-12 Giant/Gladiator, SA-20 Gargoyle) si identifica una famiglia di sistemi d'arma antiaerei a lungo raggio, di fabbricazione sovietica prima e russa poi, entrati in servizio a partire dagli anni '70 nei ranghi delle forze armate sovietiche. Sviluppati da aziende quali la NPO Almaz, la NPO Antey e la MNIIRE Altair (eredità oggi raccolta dalla conglomerata Almaz-Antey), sono stati sviluppati per neutralizzare aerei da combattimento, velivoli AWACS, missili da crociera e, nelle ultime versioni, missili balistici a corto raggio fino ad una distanza massima compresa tra i 75 (S-300P) e i 250 km (S-300PMU-2) offrendo una copertura dello spazio aereo di 360 gradi.
In servizio dal 1978, l'S-300 è solitamente posto in prossimità di obiettivi sensibili quali grandi centri industriali, amministrativi e basi militari, che difende tracciando, nelle sue versioni più avanzate, fino a 100 bersagli simultaneamente ed ingaggiandone fino a 36 contemporaneamente. Tali prestazioni sono bastate a far riscuotere un notevole successo commerciale a tutti i sistemi della famiglia, portandoli a diventare la spina dorsale delle difese aeree di numerose forze armate in particolare nelle regioni dell'Asia, del Medio Oriente e dell'America Latina.
Un'evoluzione dei sistemi S-300, identificata in fase di sviluppo come S-300-PMU-3, è il sistema antiaereo di nuova generazione S-400 Triumf, entrato in servizio nelle file delle forze aerospaziali russe nel 2007.

## Caratteristiche
Una delle principali peculiarità dell'S-300 è quello di essere un sistema missilistico terra-aria completamente automatico che, una volta in configurazione da combattimento, è in grado di tracciare, scambiare informazioni di tiro ed ingaggiare i propri bersagli, ordinati per priorità, in piena autonomia.  Inoltre, non è necessario che l'unità di comando e le relative apparecchiature radar siano poste in prossimità dei lanciatori: per rendere più difficile la localizzazione e, pertanto, la neutralizzazione degli elementi che lo compongono, possono trovarsi fino a 30–40 km di distanza l'uno dall'altro.
Il tempo di dispiegamento di un sistema S-300 dalla configurazione di trasferimento a quella di lancio è di 5 minuti.

## Impiego
I missili S-300 sono stati e sono tuttora ampiamente utilizzati nella guerra in Ucraina da entrambi gli schieramenti non solo come sistema di difesa aerea, ma anche come armi offensive modificate in grado di colpire città o obiettivi sul campo.

## Versioni

### Forze missilistiche
Versioni progettate per garantire la difesa dello spazio aereo, nonché di obiettivi sensibili, da incursioni e/o attacchi aerei di varia natura, pensate per l'impiego presso i reparti di difesa aerea delle forze armate.
- S-300P (С-300П, SA-10 Grumble): versione originale del sistema S-300, operativa nel 1978. Questo sistema ha introdotto l'uso di un radar array passivo a scansione elettronica.
- S-300PT/PT-1/PT-1A (С-300ПT; SA-10b/c Grumble): aggiornamenti incrementali del sistema S300PT originale che introducono il missile 5V55KD e l'innovativo metodo di lancio a freddo che verrà adottato su tutte le versioni successive del sistema. Il tempo di preparazione al lancio è ridotto a 30 minuti e la gittata massima aumentata a 75 km.
- S-300PS/PM (С-300ПC / С-300ПМ, SA-10d/e Grumble): versione introdotta nel 1985, unica abilitata al trasporto di una testata nucleare. Con questo modello si è introdotto l'iconico chassis MAZ-7910 8×8 quale veicolo da trasporto per tutti i componenti del sistema. Nuovi missili 5V55R che portano la gittata a 90 km.
- S-300PMU (С-300ПМУ, SA-10f Grumble): introdotta nel 1992 per i mercati esteri, adotta il missile 5V55U con gittata massima a circa 150 km e un set di radar aggiornati.
- S-300PM1/PMU-1 (С-300ПМ1 / ПМУ-1, SA-20a Gargoyle): versione con capacità ABM introdotta nel 1993. Impiega i missili 48N6 con cui può contrastare bersagli ipersonici quali missili balistici a corto raggio. Permette l'impiego di più tipologie di missili contemporaneamente con gittate da 1–120 km. Analogo terrestre del S-300FM Fort.
- S-300PM2/PMU-2 (С-300ПМ2 / ПМУ-2, SA-20b Gargoyle): versione introdotta nel 1997 quale aggiornamento dell'S-300PMU-1. Gittata estesa a 195 km grazie all'introduzione del missile 48N6E2. Questa versione affina le capacità ABM del modello precedente, permettendo l'intercettazione di missili balistici a medio-raggio.
- S-300PM3/PMU-3 (С-300ПМ3 / ПМУ-3): designazione progettuale dell'S-400 Triumf

### Esercito
Le seguenti versioni dell'S-300 sono pensate per i reparti di difesa aerea dell'esercito e per proteggere le truppe di terra da attacchi aerei e/o missilistici inferti contro forze amiche sul campo di battaglia. Non appartengono propriamente al "brand" S-300, in quanto sono state sviluppate dalla sola Antey, anziché dal consorzio Almaz-Antey.
- S-300V Antey-300 (С-300В Антей-300, SA-12 Gladiator / Giant): versione introdotta nel 1984 per sostituire il SA-4 Ganef. Gittata massima di 75 km con missili Gladiator e di 100 km con missili Giant. Radar in sola modalità passiva.
- S-300VM Antey 2500 (С-300VM Антей-2500, SA-23 Gladiator / Giant): versione aggiornata dell'S-300V con nuovi radar che possono impiegare fino a 6 lanciatori.
- S-300V4/VMD (С-300V4 / VMD, SA-23 Gladiator / Giant): versione introdotta nel 2011 presso l'esercito russo. Gittata massima tra i 300 e i 400 km. Capacità di neutralizzare bersagli in manovra ad altitudini elevate.
- Antey 4000: versione da esportazione dell'S-300V4.

### Marina
Versioni navali del sistema S-300 studiate per essere imbarcate su unità di medie e grandi dimensioni.
- S-300F Fort (С-300Ф Форт, SA-N-6 Grumble): versione introdotta nel 1983 quale versione imbarcata del sistema S-300P con il nuovo missile 5V55RM. Gittata estesa a 75 km e tangenza 20-25.000. Velocità massima del bersaglio: Mach 4.
- S-300FM Fort-M (С-300ФМ Форт-M, SA-N-20 Grumble): aggiornamento del precedente Fort ed analogo dell'S-300 PMU-1 introdotto nel 1990. Tale versione è stata installata sull'incrociatore classe Kirov Pyotr Velikiy. Impiega il missile 48N6 in grado di intercettare bersagli ipersonici (fino Mach 8.5). Gittata 5–150 km.

## Albero genealogico
|          |          |          |          |                                 |                                 |                                 |                                 |                                 |                                 |          |          |          |          |  |  |            |            |            |            |            |            | Famiglia S-300         |                        |                        |                        |                        |                        |                       |                       |           |         |         |         |         |         |                             |                             |                             |                             |                             |                             |  |  |        |        |        |        |                         |                         |                         |                         |                         |                         |       |       |       |       |  |  |  |  |  |  |  |  |  |  |  |  |  |  |  |  |  |  |  |  |  |  |  |  |  |  |  |  |  |  |  |  |  |  |
|          |          |          |          |                                 |                                 |                                 |                                 |                                 |                                 |          |          |          |          |  |  |            |            |            |            |            |            |                        |                        |                        |                        |                        |                        |                       |                       |           |         |         |         |         |         |                             |                             |                             |                             |                             |                             |  |  |        |        |        |        |                         |                         |                         |                         |                         |                         |       |       |       |       |  |  |  |  |  |  |  |  |  |  |  |  |  |  |  |  |  |  |  |  |  |  |  |  |  |  |  |  |  |  |  |  |  |  |
|          |          |          |          |                                 |                                 |                                 |                                 |                                 |                                 |          |          |          |          |  |  |            |            |            |            |            |            |                        |                        |                        |                        |                        |                        |                       |                       |           |         |         |         |         |         |                             |                             |                             |                             |                             |                             |  |  |        |        |        |        |                         |                         |                         |                         |                         |                         |       |       |       |       |  |  |  |  |  |  |  |  |  |  |  |  |  |  |  |  |  |  |  |  |  |  |  |  |  |  |  |  |  |  |  |  |  |  |
|          |          |          |          | S-300V (SA-12 Gladiator/Giant)  | S-300V (SA-12 Gladiator/Giant)  | S-300V (SA-12 Gladiator/Giant)  | S-300V (SA-12 Gladiator/Giant)  | S-300V (SA-12 Gladiator/Giant)  | S-300V (SA-12 Gladiator/Giant)  |          |          |          |          |  |  |            |            |            |            |            |            | S-300P (SA-10 Grumble) | S-300P (SA-10 Grumble) | S-300P (SA-10 Grumble) | S-300P (SA-10 Grumble) | S-300P (SA-10 Grumble) | S-300P (SA-10 Grumble) |                       |                       |           |         |         |         |         |         |                             |                             |                             |                             |                             |                             |  |  |        |        |        |        | S-300F (SA-N-6 Grumble) | S-300F (SA-N-6 Grumble) | S-300F (SA-N-6 Grumble) | S-300F (SA-N-6 Grumble) | S-300F (SA-N-6 Grumble) | S-300F (SA-N-6 Grumble) |       |       |       |       |  |  |  |  |  |  |  |  |  |  |  |  |  |  |  |  |  |  |  |  |  |  |  |  |  |  |  |  |  |  |  |  |  |  |
|          |          |          |          | S-300V (SA-12 Gladiator/Giant)  | S-300V (SA-12 Gladiator/Giant)  | S-300V (SA-12 Gladiator/Giant)  | S-300V (SA-12 Gladiator/Giant)  | S-300V (SA-12 Gladiator/Giant)  | S-300V (SA-12 Gladiator/Giant)  |          |          |          |          |  |  |            |            |            |            |            |            | S-300P (SA-10 Grumble) | S-300P (SA-10 Grumble) | S-300P (SA-10 Grumble) | S-300P (SA-10 Grumble) | S-300P (SA-10 Grumble) | S-300P (SA-10 Grumble) |                       |                       |           |         |         |         |         |         |                             |                             |                             |                             |                             |                             |  |  |        |        |        |        | S-300F (SA-N-6 Grumble) | S-300F (SA-N-6 Grumble) | S-300F (SA-N-6 Grumble) | S-300F (SA-N-6 Grumble) | S-300F (SA-N-6 Grumble) | S-300F (SA-N-6 Grumble) |       |       |       |       |  |  |  |  |  |  |  |  |  |  |  |  |  |  |  |  |  |  |  |  |  |  |  |  |  |  |  |  |  |  |  |  |  |  |
|          |          |          |          |                                 |                                 |                                 |                                 |                                 |                                 |          |          |          |          |  |  |            |            |            |            |            |            |                        |                        |                        |                        |                        |                        |                       |                       |           |         |         |         |         |         |                             |                             |                             |                             |                             |                             |  |  |        |        |        |        |                         |                         |                         |                         |                         |                         |       |       |       |       |  |  |  |  |  |  |  |  |  |  |  |  |  |  |  |  |  |  |  |  |  |  |  |  |  |  |  |  |  |  |  |  |  |  |
| S-300V1  | S-300V1  | S-300V1  | S-300V1  | S-300V1                         | S-300V1                         |                                 |                                 | S-300V2                         | S-300V2                         | S-300V2  | S-300V2  | S-300V2  | S-300V2  |  |  | S-300PT    | S-300PT    | S-300PT    | S-300PT    | S-300PT    | S-300PT    |                        |                        |                        |                        |                        |                        |                       |                       | S-300PS   | S-300PS | S-300PS | S-300PS | S-300PS | S-300PS |                             |                             |                             |                             |                             |                             |  |  | Fort   | Fort   | Fort   | Fort   | Fort                    | Fort                    |                         |                         | Rif                     | Rif                     | Rif   | Rif   | Rif   | Rif   |  |  |  |  |  |  |  |  |  |  |  |  |  |  |  |  |  |  |  |  |  |  |  |  |  |  |  |  |  |  |  |  |  |  |
| S-300V1  | S-300V1  | S-300V1  | S-300V1  | S-300V1                         | S-300V1                         |                                 |                                 | S-300V2                         | S-300V2                         | S-300V2  | S-300V2  | S-300V2  | S-300V2  |  |  | S-300PT    | S-300PT    | S-300PT    | S-300PT    | S-300PT    | S-300PT    |                        |                        |                        |                        |                        |                        |                       |                       | S-300PS   | S-300PS | S-300PS | S-300PS | S-300PS | S-300PS |                             |                             |                             |                             |                             |                             |  |  | Fort   | Fort   | Fort   | Fort   | Fort                    | Fort                    |                         |                         | Rif                     | Rif                     | Rif   | Rif   | Rif   | Rif   |  |  |  |  |  |  |  |  |  |  |  |  |  |  |  |  |  |  |  |  |  |  |  |  |  |  |  |  |  |  |  |  |  |  |
|          |          |          |          |                                 |                                 |                                 |                                 |                                 |                                 |          |          |          |          |  |  |            |            |            |            |            |            |                        |                        |                        |                        |                        |                        |                       |                       |           |         |         |         |         |         |                             |                             |                             |                             |                             |                             |  |  |        |        |        |        |                         |                         |                         |                         |                         |                         |       |       |       |       |  |  |  |  |  |  |  |  |  |  |  |  |  |  |  |  |  |  |  |  |  |  |  |  |  |  |  |  |  |  |  |  |  |  |
|          |          |          |          |                                 |                                 |                                 |                                 |                                 |                                 |          |          |          |          |  |  |            |            |            |            |            |            |                        |                        |                        |                        |                        |                        |                       |                       |           |         |         |         |         |         |                             |                             |                             |                             |                             |                             |  |  |        |        |        |        |                         |                         |                         |                         |                         |                         |       |       |       |       |  |  |  |  |  |  |  |  |  |  |  |  |  |  |  |  |  |  |  |  |  |  |  |  |  |  |  |  |  |  |  |  |  |  |
|          |          |          |          | S-300VM (SA-23 Gladiator\Giant) | S-300VM (SA-23 Gladiator\Giant) | S-300VM (SA-23 Gladiator\Giant) | S-300VM (SA-23 Gladiator\Giant) | S-300VM (SA-23 Gladiator\Giant) | S-300VM (SA-23 Gladiator\Giant) |          |          |          |          |  |  | S-300PT-1  | S-300PT-1  | S-300PT-1  | S-300PT-1  | S-300PT-1  | S-300PT-1  |                        |                        | S-300PM                | S-300PM                | S-300PM                | S-300PM                | S-300PM               | S-300PM               |           |         |         |         |         |         | S-300PMU                    | S-300PMU                    | S-300PMU                    | S-300PMU                    | S-300PMU                    | S-300PMU                    |  |  | Fort-M | Fort-M | Fort-M | Fort-M | Fort-M                  | Fort-M                  |                         |                         | Rif-M                   | Rif-M                   | Rif-M | Rif-M | Rif-M | Rif-M |  |  |  |  |  |  |  |  |  |  |  |  |  |  |  |  |  |  |  |  |  |  |  |  |  |  |  |  |  |  |  |  |  |  |
|          |          |          |          |                                 | S-300VM (SA-23 Gladiator\Giant) | S-300VM (SA-23 Gladiator\Giant) | S-300VM (SA-23 Gladiator\Giant) | S-300VM (SA-23 Gladiator\Giant) | S-300VM (SA-23 Gladiator\Giant) |          |          |          |          |  |  | S-300PT-1  | S-300PT-1  | S-300PT-1  | S-300PT-1  | S-300PT-1  | S-300PT-1  |                        |                        | S-300PM                | S-300PM                | S-300PM                | S-300PM                | S-300PM               | S-300PM               |           |         |         |         |         |         | S-300PMU                    | S-300PMU                    | S-300PMU                    | S-300PMU                    | S-300PMU                    | S-300PMU                    |  |  | Fort-M | Fort-M | Fort-M | Fort-M | Fort-M                  | Fort-M                  |                         |                         | Rif-M                   | Rif-M                   | Rif-M | Rif-M | Rif-M | Rif-M |  |  |  |  |  |  |  |  |  |  |  |  |  |  |  |  |  |  |  |  |  |  |  |  |  |  |  |  |  |  |  |  |  |  |
|          |          |          |          |                                 |                                 |                                 |                                 |                                 |                                 |          |          |          |          |  |  |            |            |            |            |            |            |                        |                        |                        |                        |                        |                        |                       |                       | Favorit-S |         |         |         |         |         |                             |                             |                             |                             |                             |                             |  |  |        |        |        |        |                         |                         |                         |                         |                         |                         |       |       |       |       |  |  |  |  |  |  |  |  |  |  |  |  |  |  |  |  |  |  |  |  |  |  |  |  |  |  |  |  |  |  |  |  |  |  |
|          |          |          |          |                                 |                                 |                                 |                                 |                                 |                                 |          |          |          |          |  |  |            |            |            |            |            |            |                        |                        |                        |                        |                        |                        |                       |                       |           |         |         |         |         |         |                             |                             |                             |                             |                             |                             |  |  |        |        |        |        |                         |                         |                         |                         |                         |                         |       |       |       |       |  |  |  |  |  |  |  |  |  |  |  |  |  |  |  |  |  |  |  |  |  |  |  |  |  |  |  |  |  |  |  |  |  |  |
| S-300VM1 | S-300VM1 | S-300VM1 | S-300VM1 | S-300VM1                        | S-300VM1                        |                                 |                                 | S-300VM2                        | S-300VM2                        | S-300VM2 | S-300VM2 | S-300VM2 | S-300VM2 |  |  | S-300PT-1A | S-300PT-1A | S-300PT-1A | S-300PT-1A | S-300PT-1A | S-300PT-1A |                        |                        | S-300PM1               | S-300PM1               | S-300PM1               | S-300PM1               | S-300PM1              | S-300PM1              |           |         |         |         |         |         | S-300PMU-1 (SA-20 Gargoyle) | S-300PMU-1 (SA-20 Gargoyle) | S-300PMU-1 (SA-20 Gargoyle) | S-300PMU-1 (SA-20 Gargoyle) | S-300PMU-1 (SA-20 Gargoyle) | S-300PMU-1 (SA-20 Gargoyle) |  |  |        |        |        |        |                         |                         |                         |                         |                         |                         |       |       |       |       |  |  |  |  |  |  |  |  |  |  |  |  |  |  |  |  |  |  |  |  |  |  |  |  |  |  |  |  |  |  |  |  |  |  |
| S-300VM1 | S-300VM1 | S-300VM1 | S-300VM1 | S-300VM1                        | S-300VM1                        |                                 |                                 | S-300VM2                        | S-300VM2                        | S-300VM2 | S-300VM2 | S-300VM2 | S-300VM2 |  |  | S-300PT-1A | S-300PT-1A | S-300PT-1A | S-300PT-1A | S-300PT-1A | S-300PT-1A |                        |                        | S-300PM1               | S-300PM1               | S-300PM1               | S-300PM1               | S-300PM1              | S-300PM1              |           |         |         |         |         |         | S-300PMU-1 (SA-20 Gargoyle) | S-300PMU-1 (SA-20 Gargoyle) | S-300PMU-1 (SA-20 Gargoyle) | S-300PMU-1 (SA-20 Gargoyle) | S-300PMU-1 (SA-20 Gargoyle) | S-300PMU-1 (SA-20 Gargoyle) |  |  |        |        |        |        |                         |                         |                         |                         |                         |                         |       |       |       |       |  |  |  |  |  |  |  |  |  |  |  |  |  |  |  |  |  |  |  |  |  |  |  |  |  |  |  |  |  |  |  |  |  |  |
|          |          |          |          |                                 |                                 |                                 |                                 |                                 |                                 |          |          |          |          |  |  |            |            |            |            |            |            |                        |                        |                        |                        |                        |                        |                       |                       |           |         |         |         |         |         |                             |                             |                             |                             |                             |                             |  |  |        |        |        |        |                         |                         |                         |                         |                         |                         |       |       |       |       |  |  |  |  |  |  |  |  |  |  |  |  |  |  |  |  |  |  |  |  |  |  |  |  |  |  |  |  |  |  |  |  |  |  |
|          |          |          |          | Antey 2500                      | Antey 2500                      | Antey 2500                      | Antey 2500                      | Antey 2500                      | Antey 2500                      |          |          |          |          |  |  |            |            |            |            |            |            |                        |                        | S-300PM2               | S-300PM2               | S-300PM2               | S-300PM2               | S-300PM2              | S-300PM2              |           |         |         |         |         |         | S-300PMU2                   | S-300PMU2                   | S-300PMU2                   | S-300PMU2                   | S-300PMU2                   | S-300PMU2                   |  |  |        |        |        |        |                         |                         |                         |                         |                         |                         |       |       |       |       |  |  |  |  |  |  |  |  |  |  |  |  |  |  |  |  |  |  |  |  |  |  |  |  |  |  |  |  |  |  |  |  |  |  |
|          |          |          |          | Antey 2500                      | Antey 2500                      | Antey 2500                      | Antey 2500                      | Antey 2500                      | Antey 2500                      |          |          |          |          |  |  |            |            |            |            |            |            |                        |                        | S-300PM2               | S-300PM2               | S-300PM2               | S-300PM2               | S-300PM2              | S-300PM2              |           |         |         |         |         |         | S-300PMU2                   | S-300PMU2                   | S-300PMU2                   | S-300PMU2                   | S-300PMU2                   | S-300PMU2                   |  |  |        |        |        |        |                         |                         |                         |                         |                         |                         |       |       |       |       |  |  |  |  |  |  |  |  |  |  |  |  |  |  |  |  |  |  |  |  |  |  |  |  |  |  |  |  |  |  |  |  |  |  |
|          |          |          |          |                                 |                                 |                                 |                                 |                                 |                                 |          |          |          |          |  |  |            |            |            |            |            |            |                        |                        |                        |                        |                        |                        |                       |                       | Favorit   |         |         |         |         |         |                             |                             |                             |                             |                             |                             |  |  |        |        |        |        |                         |                         |                         |                         |                         |                         |       |       |       |       |  |  |  |  |  |  |  |  |  |  |  |  |  |  |  |  |  |  |  |  |  |  |  |  |  |  |  |  |  |  |  |  |  |  |
|          |          |          |          | S-300VMD                        | S-300VMD                        | S-300VMD                        | S-300VMD                        | S-300VMD                        | S-300VMD                        |          |          |          |          |  |  |            |            |            |            |            |            |                        |                        | S-400 (SA-21 Growler)  | S-400 (SA-21 Growler)  | S-400 (SA-21 Growler)  | S-400 (SA-21 Growler)  | S-400 (SA-21 Growler) | S-400 (SA-21 Growler) |           |         |         |         |         |         |                             |                             |                             |                             |                             |                             |  |  |        |        |        |        |                         |                         |                         |                         |                         |                         |       |       |       |       |  |  |  |  |  |  |  |  |  |  |  |  |  |  |  |  |  |  |  |  |  |  |  |  |  |  |  |  |  |  |  |  |  |  |

## Utilizzatori
Armenia
5 unità S-300PS
 Azerbaigian
2 battaglioni SAM S-300PMU2 attivi al 2010
 Bielorussia
Sistemi S-300PS consegnati dalla Russia nel 2007. 4 divisioni di missili S-300 consegnate nel 2014.
 Bulgaria
10 lanciatori S-300, divisi in due unità da cinque lanciatori ciascuna.
 Cina
Primo cliente di S-300PMU-2. consegnati 15 battaglioni (4 sistemi) entro il 2011.
 Egitto
4 batterie di S-300VM "Antey-2500" consegnate nel 2017 ed ordinate nel 2014. La Russia è in trattative con l'Egitto sulla fornitura di ulteriori sistemi Antey-2500.
 Grecia
1 reggimento di S-300 PMU1 acquisito dopo la crisi missilistica di Cipro. 4 sistemi / 32 lanciatori / 175 missili.
 India
Unità S-300 di seconda mano
 Iran
Sistemi acquistati nel 2007, ordine bloccato fino ad aprile 2015, a seguito della revoca del Cremlino al divieto alla vendita dei sistemi autoimposto per allineamento alle sanzioni della comunità internazionale. Il Paese ha acquistato e ricevuto un numero sconosciuto di S-300 nel 2016, in servizio dal 2017. Almeno 4 batterie S-300PMU2 ricevute.
 Kazakistan
10 battaglioni su S-300PS 
 Russia
Al 2010: 1900 fra S-300 PS / PMU, e 200 tra S-300V / S-300V1.
S-300P / PT ritirati entro il 2013 o aggiornati allo standard PM1. Contestualmente, i PM1 sono stati aggiornati alla versione PM2. S-300V convertiti alla versione S-300V4 dal 2015.
 Siria
Ordine per 6 sistemi firmato nel 2010. Consegnati alla Siria nel 2013. Dopo l'abbattimento del Su-24 russo nel novembre 2015, le batterie del sistema missilistico S-300, gestite da personale russo, sono state ufficialmente dispiegate nel governatorato di Latakia per la protezione della base navale russa di Tartus. Il 1º ottobre 2018 3 battaglioni (24 lanciatori, +300 missili) di S-300PM sono state cedute e consegnate a titolo gratuito alle truppe siriane a seguito dell'abbattimento, avvenuto per errore, di un Il-20M russo nel settembre 2018 favorito dall'obsolescenza degli S-200 siriani impegnati a respingere un attacco aereo israeliano.
 Slovacchia
1 batteria S-300PMU e 48 missili tipo 5V55R ereditati dalla Cecoslovacchia.
 Ucraina
S-300PS, S-300PMU, S-300V e altri. Al 2014 erano solo il 40% i sistemi S-300 in condizioni di servizio. La crisi con la Russia ha portato a un programma di modernizzazione accelerata con almeno 4 batterie revisionate nel periodo 2014-2015. 34 lanciatori sono rimasti in Crimea dopo l'annessione russa della Crimea nel 2014.
 Venezuela
Ordinati 2 battaglioni di S-300VM "Antey-2500", consegnati nel maggio 2012. 1 batteria costituita da 3 lanciatori e 225 missili operativa nel 2014 ed in servizio al settembre 2018.
 Vietnam
Acquistati 2 sistemi S-300PMU-1 (12 lanciatori) per quasi $ 300 milioni. Acquistato almeno 1 S-300 PMU-2 nel 2012.